# هلا هاسه
هلن «هِلا» سِرافیا هاسه (هلندی: Hélène "Hella" Serafia Haasse؛ ‏ ۲ فوریه ۱۹۱۸ – ۲۹ سپتامبر ۲۰۱۱) نویسنده، نمایشنامه‌نویس، و شاعر اهل هلند بود که از او با عنوان «بانوی بزرگ ادبیات هلند» یاد می‌شد و رمانش «دریاچهٔ سیاه» (۱۹۴۸) یکی از کتاب‌های اساسی و پرکاربرد برای نسل‌های متعدد دانش آموزان هلندی بود. اثر بزرگ او در سطح بین‌المللی تحسین شده اربابان چای است که به به زبان انگلیسی ترجمه شده است. در سال ۱۹۸۸ هاسه برای مصاحبه با ملکه هلند برای تولد ۵۰ سالگی او انتخاب شد و پس از آن آدریان ون دیس نویسنده مشهور هلندی هاسه را "شهبانوی نویسندگان" نامید.
هاسه اولین موزه دیجیتال آنلاین هلندی را دارد که به زندگی و کار یک نویسنده اختصاص داده شده است. این موزه دیجیتال در سال ۲۰۰۸ در ۹۰ سالگی او افتتاح شد.
سیارکی هم به افتخار او «هاسه» نام‌گذاری شده است.

## اوایل زندگی و تحصیلات
هلن سرافیا هاسه در ۲ فوریه ۱۹۱۸ در باتاویا (که امروزه جاکارتا نام دارد)، پایتخت هند شرقی هلند (اندونزی کنونی) متولد شد. او دختر ویلم هندریک هاسه (۱۸۸۹–۱۹۵۵)، کارمند دولت و نویسنده، و کاتارینا دیهم وینزن‌هولر (۱۸۹۳–۱۹۸۳)، نوازندهٔ پیانو کنسرت بود. او یک برادر به نام ویم داشت که در سال ۱۹۲۱ به دنیا آمد. خانواده هاسه چندان مذهبی نبودند.
پیش از نخستین سالگرد تولد هلن، خانواده‌اش از باتاویا به بویتن‌زورخ (بوگور امروزی) نقل مکان کردند، زیرا آب‌وهوای معتدل‌تر این منطقه برای سلامت مادرش مفیدتر بود. در سال ۱۹۲۰، خانواده به روتردام هلند رفتند، و پدرش به‌طور موقت در شهرداری آن شهر مشغول به کار شد. در سال ۱۹۲۲، آنها دوباره به هند شرقی هلند بازگشتند و در سورابایا ساکن شدند. هاسه در این شهر به کودکستان و سپس به مدرسه ابتدایی کاتولیک رفت، زیرا این نزدیک‌ترین مدرسه به خانه‌شان بود.
زمانی که مادرش بیمار شد و برای درمان به بیمارستان مسلولین داووس در سوئیس منتقل شد، هاسه ابتدا نزد پدربزرگ و مادربزرگ مادری‌اش در هیم‌استیده و سپس نزد پدربزرگ و مادربزرگ پدری‌اش در بارن فرستاده شد. او بعدها در یک مدرسه شبانه‌روزی در بارن نام‌نویسی کرد. در سال ۱۹۲۸، پس از بهبودی مادرش، خانواده دوباره به هند شرقی بازگشتند و در باندونگ ساکن شدند.
در سال ۱۹۳۰، خانواده هاسه بار دیگر به بویتن‌زورخ نقل مکان کردند و یک سال بعد دوباره به باتاویا بازگشتند. او در اینجا وارد دبیرستان باتاویاس لیسئوم شد و به عضویت فعال در باشگاه ادبی السی درآمد. در سال ۱۹۳۵، خانواده‌اش سفری به هلند داشتند، که در آنجا هاسه متوجه تفاوت‌های فرهنگی بین جامعه هلندی و هند شرقی شد. او در سال ۱۹۳۸ از دبیرستان فارغ‌التحصیل شد.
پس از آن، هاسه به هلند رفت تا زبان هلندی بخواند، اما خیلی زود این رشته را رها کرد و در دانشگاه آمستردام به تحصیل زبان و ادبیات اسکاندیناوی پرداخت. در آمستردام، او به یک گروه تئاتر دانشجویی پیوست و با یان فان للی‌فلد، همسر آینده‌اش، آشنا شد. فان للی‌فلد در سال ۱۹۴۰ از او دعوت کرد که به عنوان ویراستار مجله طنز پروپریا کورِس (در زبان لاتین به معنای «مراقبت شخصی») فعالیت کند.

## جوایز
موفقیت‌های بزرگ او در عرصه نویسندگی و ادبیات و همچنین موفقیت تجاری آثارش تحسین منتقدان را برانگیخت و جوایز متعددی در طول سال‌ها فعالیت دریافت کرد. او هم برای نخستین رمان خود در سال ۱۹۴۸ و هم برای آخرین رمانش در سال ۲۰۰۳ جوایزی دریافت کرده است. از جمله معتبرترین جوایزی که برای مجموعه آثارش تا آن زمان به او اعطا شده می‌توان به جایزه کنستانتین هایخنس (۱۹۸۱) و جایزه پی.سی. هوفت (۱۹۸۴) اشاره کرد.
او همچنین برنده جایزه آنی رومین و جایزه دیرک مارتنس شده است. علاوه بر این، دو بار جایزه عمومی ان‌اس را دریافت کرده است.
هلن هاسه تنها نویسنده‌ای است که سه بار افتخار نوشتن هدیه سالانه هفته کتاب (Boekenweekgeschenk) را در سال‌های ۱۹۴۸، ۱۹۵۹ و ۱۹۹۴ داشته است.